# بی‌بکران
بی بکران، روستایی است از توابع بخش سیلوانه و در شهرستان ارومیه استان آذربایجان غربی ایران.
روستای بی‌بکران (bibakran) واقع در استان آذربایجان غربی و در منطقه کردنشین مِرگَوَر ( به کردی (mirgever) ) از توابع شهر ارومیه می‌باشد.
این روستا که در کنار رودخانه باراندوزچای قرار دارد
دارای طبیعت زیبا و سرسبز، باغهای سیب فروان ، چشمه‌های آب و زمین‌های حاصلخیزی است که در آنها گندم، جو، نخود، عدس، کدو، آفتابگردان و... کشت می‌شود.
همچنین این روستا بخاطر آب و هوای بسیار خوب و طبیعت زیبا و چشمه‌های آبگرم فراوان هر ساله توجه گردشگران بسیاری را از مناطق مختلف استان و کشور به خود جلب میکند.
اهالی بی‌بکران همگی کردزبان و سنی مذهب هستند و شغل اکثریت اهالی آن کشاورزی می‌باشد.
همچنین این روستا دارای یک ایستگاه هواشناسی است که در آن دمای هوا ، سرعت وزش باد ، میزان بارندگی ، میزان تبخیر آب و افزایش و کاهش سطح آب رودخانه اندازه گیری میشود.

## جمعیت
این روستا در دهستان مرگور قرار داشته و بر اساس سرشماری سال ۱۳۸۵ جمعیت آن ۲۱۴ نفر (۳۵ خانوار)
بوده‌است.